# Barrio Azucena Butteler

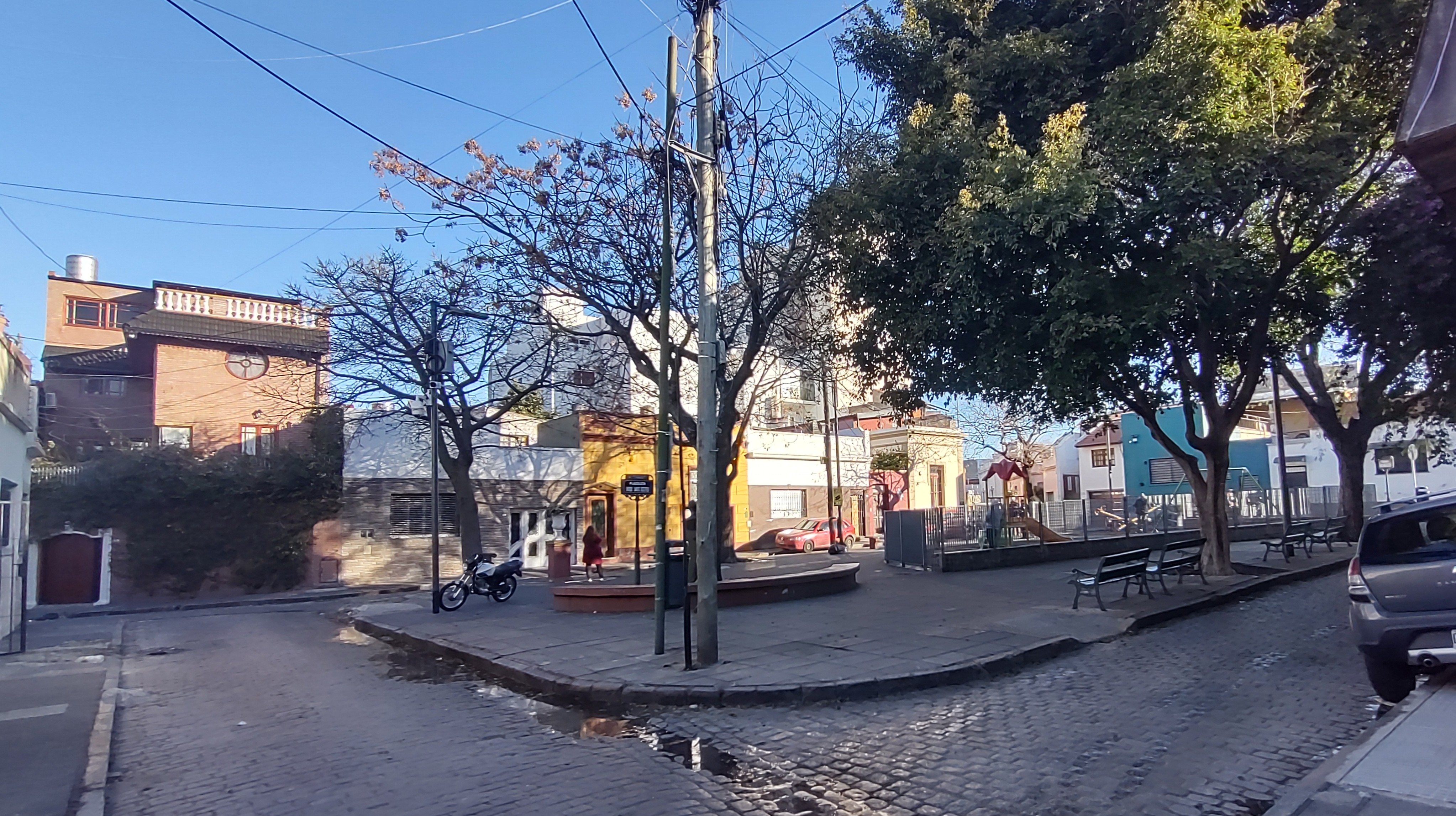
Plaza Enrique Santos Discépolo, en el centro del barrio

El barrio Azucena Butteler comprende un sector del barrio de Parque Chacabuco. Fue construido en 1907, y fue el primero realizado por el Estado a través de una iniciativa del municipio, en el marco de la ley 4.824/05, de "Casas Baratas", también denominada como Ley Ignacio Irigoyen.

## Características
No es oficialmente reconocido como uno de los 48 barrios porteños.
Comprende una zona residencial de edificación urbana (subbarrio) de casas obreras construidas en 1907 y comprendida dentro de las calles Zelarrayán, Senillosa y las avenidas La Plata y Cobo. 
Posee un calle interna llamada Azucena Butteler en forma de "equis" y una plaza interna llamada anteriormente "Plaza escondida" y actualmente "Plaza Enrique Santos Discépolo" pero popularmente conocida como "Plaza Butteler".

## Historia

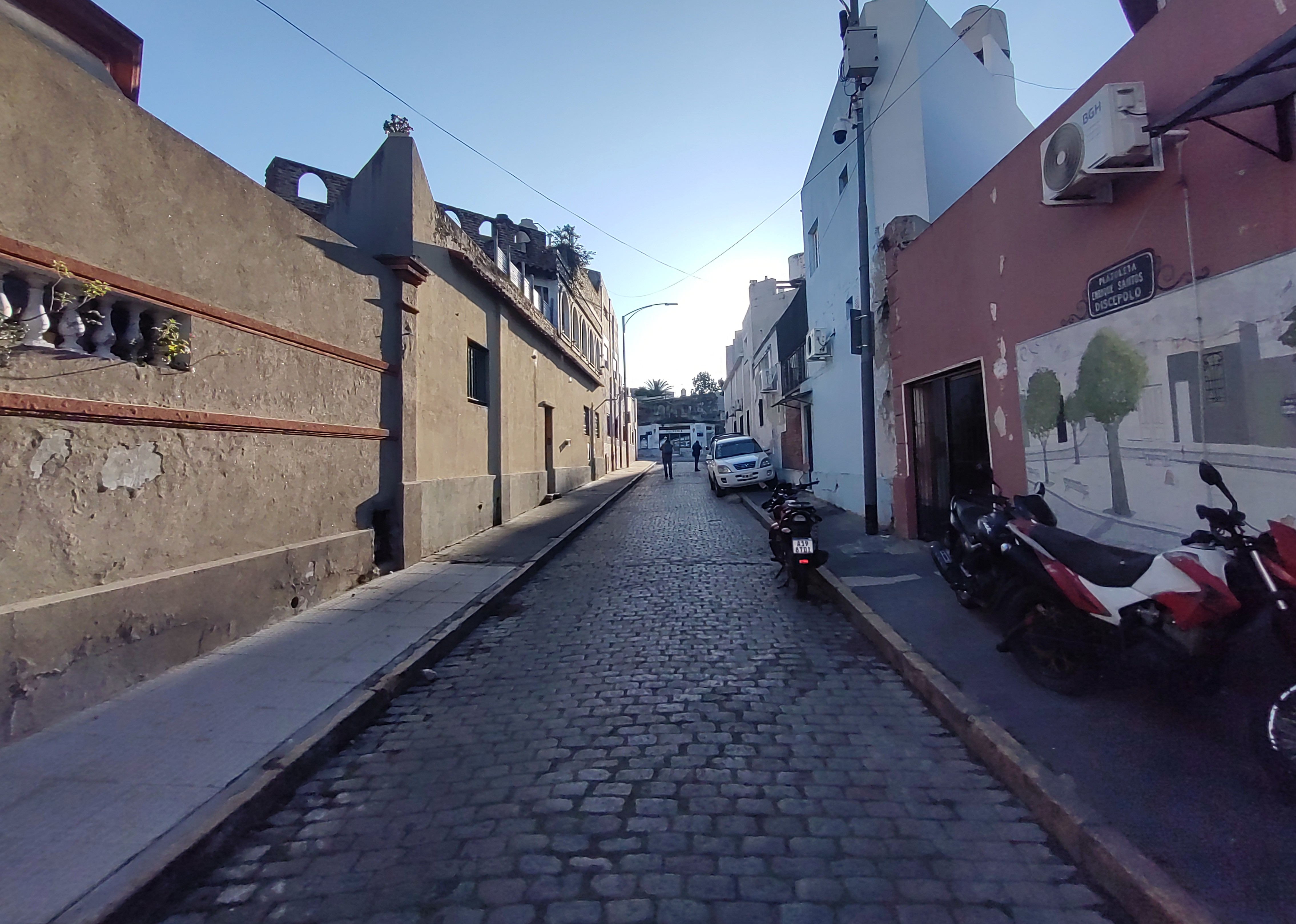
Calle Azucena Butteler

El 12 de noviembre de 1907, Azucena Butteler, miembro de la filantrópica “Sociedad Protectora del Obrero” donó a la Ciudad de Buenos Aires un terreno para construir un conjunto de casas económicas, con la condición que la obra edilicia que allí se construyera recibiera su nombre. La piedra fundamental fue colocada el 15 de diciembre, concluyéndose las primeras 64 viviendas tres años más tarde con los fondos proporcionados por la Ley Ignacio Irigoyen o Ley 4.824/05, de Casas Baratas. En el año 1907 Azucena Butteler cede los terrenos 
El 12 de noviembre de 1907 el Gobierno de la Ciudad de Buenos Aires acepta de parte de Azucena Butteler, la donación del terreno con el destino de construir un grupo de casas para obreros. Manteniendo la condición que el conglomerado edilicio debería denominarse como la donante.
La piedra fundamental fue colocada el 15 de diciembre de 1907 bajo la intendencia de Carlos Torcuato de Alvear y con el apadrinamiento del presidente José Figueroa Alcorta y del que participaron, entre otros, Carlos Saavedra Lamas, Carlos Thays, Ramón Falcón y Alfredo Palacios. 
El discurso del presidente José Figueroa Alcorta en el mencionado acto donde se inauguran las casas del Barrio Butteler dice: “El conventillo, el inquilinato y demás zahúrdas cerradas a la luz y al aire no limitan su acción al fermento de las protestas aisladas y los extravíos libertarios; no circunscriben su acción morbosa al desgaste gradual de lo que ha caído en sus garras, sino que extienden su influencia perniciosa sobre el porvenir, comprometiendo las energías vivas del país en un descenso seguro, pues nada hay más evidente que de ahí no pueden salir más que organismos valetudinarios, incapacitados para la lucha por el bien, por los ideales de la vida culta, por la conquista del progreso social”. Poco después, con los mismos fondos, se culminarían en el barrio “La Colonia” de Parque Patricios 116 viviendas obreras, bajo la supervisión de la sociedad de Beneficencia “San Vicente de Paul”.
La ley N.º 4824 «Casas para obreros: construcción por la Municipalidad de la Ciudad de Buenos Aires» sancionada el
27 de septiembre de 1905 y promulgada el 14 de octubre del mismo año permitió financiar la construcción mediante el empréstito que autorizaba. El mismo permitía a la Municipalidad de la Capital emitir dos millones de pesos moneda nacional en títulos de 5% de interés y 1% de amortización acumulativa destinados a la construcción de casas.
En el año 1910 la edificación comprendida entre calle Zelarrayan, calle Senillosa, avenida La Plata y avenida Cobo es completada, convirtiéndose en el primer barrio (subbarrio) de viviendas sociales edificado por el Estado dentro de la Ciudad de Buenos Aires y construido con su aporte monetario. 
Fueron 64 casas construidas de manera idéntica: divididas en cuatro secciones, distribuidas en dos ambientes, con un patio interior, paredes de color crema y puertas de madera.
En 1972 se designó a la plazoleta como Enrique Santos Discépolo (contradiciendo en parte las condiciones impuestas por la donante, Azucena Butteler).
En agosto de 2010, la Legislatura de Buenos Aires modificó el Código de Planeamiento Urbano, declarando al Butteler "Área de Protección Histórica 26", prohibiendo modificaciones a su espacio y casas, considerándolo parte del patrimonio arquitectónico e histórico de la ciudad.

## Personajes famosos
- Azucena Butteler benefactora propietaria de los lotes donde se edificó el subbarrio Butteler.

- Rafael Rossi, compositor y bandoneonísta autor de Senda Florida, estaba domiciliado en el número 17 de la particular calle Butteler.

- Federico Pascual, fundador de este barrio. Él creó las calles y los mercados. La calle principal lleva su nombre.

- Carlos Gardel visitante habitual ya que poseía amistad con Rafael Rossi.

- Enrique Santos Discépolo, era habitual verlo ya que poseía un amigo residente. Razón por la cual fue propuesto colocar su nombre a la plaza, lo cual fue aceptado.

- Hugo del Carril dirigió la película «Culpable» en 1959 utilizando sus calles como parte de la escenografía. Por sus características de pequeñas calles adoquinadas y casas pintorescas fue utilizada para numerosas películas y telenovelas.

## Particularidad
La Butteler es la denominación que tiene la barra brava del Club Atlético San Lorenzo de Almagro. La denominación radica en que la conocida popularmente como Plaza Butteler (Plaza Enrique Santos Discépolo) es el lugar donde habitualmente se reunían y se reúnen sus integrantes.